# Requin du Gange
Glyphis gangeticus
Espèce
Synonymes
- Carcharhinus gangeticus (Müller & Henle, 1839)[1]
- Carcharias gangeticus Müller & Henle, 1839[1]
- Carcharias murrayi Günther, 1883[1]
- Eulamia gangetica (Müller & Henle, 1839)[1]
- Platypodon gangeticus (Müller & Henle, 1839)[1]

Statut de conservation UICN

 CR A2cde; C2b : 
En danger critique
Répartition géographique
Le Requin du Gange (Glyphis gangeticus) est une espèce rare de requins d'eau douce vivant dans le Gange et dans l'estuaire du fleuve Hooghly. Le requin du Gange est l’un des seuls requins dotés d’osmorégulation (avec le Requin-bouledogue et à moindre mesure le Requin-taureau) et l’unique d’entre eux à vivre seulement en eau douce. Il est extrêmement menacé et est présent sur la liste rouge de l’Union  internationale pour la conservation de la nature (UICN) et ce depuis l'année 1996. Il peut atteindre une longueur d'environ 2 m et se nourrit de petits poissons.
Le Requin du Gange est un vrai requin de rivière, ce qui signifie qu'il vit exclusivement dans un environnement d'eau douce , contrairement à d'autres requins d'eau douce qui dépendent de l'eau salée, tels que le requin lancette et le requin de Bornéo.

## Systématique
L'espèce Glyphis gangeticus a été décrite pour la première fois en 1839 par Johannes Peter Müller et Friedrich Gustav Jakob Henle sous le protonyme Carcharias (Prionodon) gangeticus. 

## Description
À sa naissance, le requin du Gange présente une taille comprise entre 56 et 61 cm, pour atteindre en moyenne 178 cm à l’âge adulte ; sa taille maximale pouvant s’élever à environ 204 cm. Il possède une couleur uniforme grise à brune, sans rayures ni taches apparentes. Il est trapu avec un museau arrondi et de petits yeux orientés vers le haut. Il est pourvu de deux nageoires dorsales sans épines et une nageoire anale.

## Distribution
Comme son nom l'indique, le requin du Gange ne vit que dans les rivières de l'Est et du Nord-Est de l'Inde, notamment dans le Hughli (Bengale occidental), le Gange (Bihar et Uttar Pradesh), le Brahmapoutre (Assam) et le Mahanadi (Orissa), ainsi qu'au Bangladesh. Les Bengalis l'appellent Baagh Maach, ce qui signifie « poisson tigre ». Il habite les cours moyens et inférieurs des rivières. Théoriquement, Glyphis gangeticus pourrait être présent dans les estuaires marins peu profonds ; cependant, l'espèce n'y a jamais été observée à ce jour. Une autre espèce de requins vit dans le Gange, Carcharhinus leucas (ou Requin-bouledogue) qui est appelé parfois, à tort, le Requin du Gange.

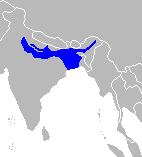
Distribution geographique du requin du Gange.

## Habitat et écologie
Glyphis gangeticus est connu pour n'habiter que dans des systèmes d'eau douce, marins côtiers et estuariens dans le cours inférieur du système Gange-Hooghly. Son habitude alimentaire est peu connue. Ses petits yeux et ses dents fines suggèrent qu'il s'agit principalement d'un mangeur de poissons et qu'il est adapté aux eaux troubles. Étant donné que ses yeux sont tournés vers le dos plutôt que vers les côtés ou vers le bas (comme c'est le cas chez la plupart des carcharhinidés), le requin peut nager au fond de la rivière et observer l'eau au-dessus de lui à la recherche de proies potentielles.

### Reproduction
Il est probablement vivipare, avec un placenta vitellin (spéculation par analogie avec des espèces apparentées de carcharhinidés). La taille de la portée et la période de gestation sont inconnues. Cependant, son cycle biologique est probablement similaire à celui des autres requins de rivière, caractérisé par une longue gestation, une croissance lente, une maturité retardée et une petite taille de portée. Ces facteurs rendent les populations de requins du Gange vulnérables même à des niveaux d'exploitation relativement faibles, tels que la pêche sportive ou la pêche au filet maillant.

### Spécimens
L'espèce Glyphis gangeticus n’était connue à l’origine qu’à travers trois musées abritant cette espèce, à partir du XIXe siècle : au Muséum national d'histoire naturelle de Paris, au Musée d'histoire naturelle de Berlin et au Zoological Survey of India de Calcutta.

### Espèce menacée d’extinction
L'UICN (23 janvier 2023) classe l'espèce en catégorie CR (en danger critique) dans la liste rouge des espèces menacées depuis 2020. Le requin du Gange a vu sa population décliner de plus de 80 % en 54 ans, avec moins de 250 individus matures.
Les requins de rivière seraient particulièrement vulnérables aux changements d'habitat. Le Requin du Gange est limité à une bande d'habitat très étroite qui est fortement affectée par l'activité humaine. La surpêche, la dégradation de l'habitat due à la pollution, l'utilisation croissante des rivières et la gestion, y compris la construction de barrages, constituent les principales causes.
Des sites de conservation ont été mis en place, ainsi qu'un plan de gestion de l'espèce. Les requins du Gange sont protégés par l’Indian Wildlife Protection Act.

## Publication originale
- J. Müller, J. Henle, Systematische Beschreibung der Plagiostomen (publication), -, Berlin, 1841, [lire en ligne].